# Angiotensinogênio
Angiotensinogênio é uma proteína circulante, de origem principalmente hepática, parte do sistema renina angiotensina aldosterona. É o substrato de ação da renina. A renina retira do angiotensinogênio um fragmento de dez aminoácidos chamado angiotensina I, que tem ligeiras propriedades vasoconstritoras.